# スティーブン・アルザテ
スティーブン・アルザテ（Steven Alzate、1998年9月8日 - ）は、イングランド・カムデン・ロンドン特別区出身のサッカー選手。ハル・シティAFC所属。ポジションはミッドフィールダーまたはディフェンダー。コロンビア代表。

## クラブ経歴
レイトン・オリエントFCの下部組織出身。2017年2月28日、スティヴネイジFC戦でトップチーム並びにリーグデビューを果たす。
2017年7月31日、ブライトン・アンド・ホーヴ・アルビオンFCに移籍することが決まった。8月27日のEFLカップブリストル・ローヴァーズFC戦で移籍後初出場。しかし、2017-18シーズンは主にリザーブチームでプレーしていた。2018年7月2日、出場機会を得るため、EFLリーグ2 (4部) のスウィンドン・タウンFCへと1シーズンのみのレンタル移籍をした。
2022年9月9日、スタンダール・リエージュにレンタル移籍した。
2023年9月6日、スタンダール・リエージュに再びレンタル移籍した。
2024年6月5日、ブライトン・アンド・ホーヴ・アルビオンFCを契約満了で退団。
2024年9月9日、ハル・シティAFCに2年契約で移籍した。

## 代表経歴
2019年11月6日、ペルー代表とサッカーエクアドル代表を戦うコロンビア代表に初招集され、ペルー戦で代表デビューを飾った。

## 人物
コロンビアからの移民である両親のもと、イングランドで生まれたため、コロンビア代表とイングランド代表両方の選択権がある。

## 個人成績
2019年12月18日現在
| クラブ                      | シーズン     | リーグ         | リーグ | リーグ | FAカップ | FAカップ | リーグカップ | リーグカップ | その他 | その他 | 通算 | 通算 |
| クラブ                      | シーズン     | ディビジョン   | 出場   | 得点   | 出場     | 得点     | 出場         | 得点         | 出場   | 得点   | 出場 | 得点 |
| --------------------------- | ------------ | -------------- | ------ | ------ | -------- | -------- | ------------ | ------------ | ------ | ------ | ---- | ---- |
| レイトン・オリエント        | 2016-17      | リーグ2        | 12     | 1      | 0        | 0        | 0            | 0            | 0      | 0      | 12   | 1    |
| ブライトン                  | 2019-20      | プレミアリーグ | 11     | 0      | 0        | 0        | 1            | 0            | —      | —      | 11   | 0    |
| スウィンドン・タウン (loan) | 2018-19      | リーグ2        | 22     | 2      | 0        | 0        | 1            | 0            | 1      | 0      | 24   | 2    |
| キャリア通算                | キャリア通算 | キャリア通算   | 38     | 3      | 0        | 0        | 2            | 0            | 4      | 0      | 47   | 3    |